# Янагава
Янагава (яп. 柳川市 Янагава-си) — город в Японии, находящийся в префектуре Фукуока. Площадь города составляет 76,88 км², население — 68 812 человек (1 августа 2014), плотность населения — 895,06 чел./км².

## Географическое положение
Город расположен на острове Кюсю в префектуре Фукуока региона Кюсю.

## Население
Население города составляет 68 812 человек (1 августа 2014), а плотность — 895,06 чел./км². Изменение численности населения с 1980 по 2005 годы:
| 1980 | 82 185 чел. |  |
| 1985 | 81 863 чел. |  |
| 1990 | 80 531 чел. |  |
| 1995 | 79 806 чел. |  |
| 2000 | 77 612 чел. |  |
| 2005 | 74 539 чел. |  |